# Reichsuniversität Posen

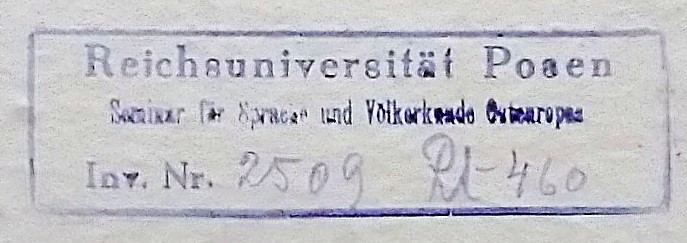
Pieczątka inwentarzowa Uniwersytetu

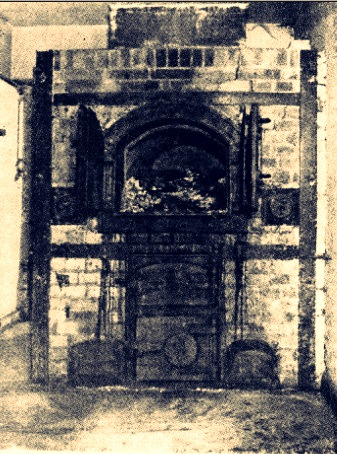
Jeden z profili działalności Uniwersytetu Rzeszy – na zdjęciu krematorium w którym palono zwłoki zamordowanych Polaków (w budynku Collegium Anatomicum Akademii Medycznej)

Reichsuniversität Posen (dosłownie Uniwersytet Rzeszy w Poznaniu) – niemiecki, narodowosocjalistyczny uniwersytet działający w czasie okupacji niemieckiej w Poznaniu.

## Historia i działalność
Rozpoczął działalność 20 kwietnia 1941 (w 52. rocznicę urodzin Adolfa Hitlera). Uroczystość inauguracyjna odbyła się 27 kwietnia w auli Collegium Minus. W uroczystej inauguracji uczestniczył minister Rzeszy ds. Nauki, Wychowania i Oświaty dr Bernhard Rust oraz Arthur Greiser – namiestnik Rzeszy w Kraju Warty. Uczelnia przestała działać pod koniec II wojny światowej, w 1945.
Reichsuniversität Posen nie był kontynuatorem rozwiązanego przez Niemców 21 września 1939 polskiego Uniwersytetu Poznańskiego, ani istniejącej w latach 1903–1919 pruskiej Akademii Królewskiej w Poznaniu. Głównym jego celem było wprzęgnięcie nauki w proces likwidacji polskości na terenach okupowanych. Prace przygotowawcze do otwarcia uczelni prowadził SS-Hauptsturmführer Hans Streit, urodzony w Poznaniu w 1896 i zamieszkały w Charlottenburgu. Była to osoba wyjątkowo wrogo nastawiona do Polaków i posiadająca skrajnie narodowosocjalistyczne poglądy. Streit pozostawał także wodzem Związku Docentów oraz Związku Studentów na terenach okupowanych.
Uczelnia skupiała wokół siebie Niemców, w znacznej liczbie przesiedlonych do Poznania, m.in. Niemców bałtyckich (Baltendeutsche). Pod koniec 1943 Niemcy bałtyccy stanowili około 30% ze 152-osobowej niemieckiej kadry naukowej Uniwersytetu, a wśród 755 studentów stanowili znaczną liczebnie grupę.
Poważnym hamulcem rozwoju uczelni był brak zaplecza naukowego – Niemcy w 1939 poważnie zdewastowali zakłady i instytuty naukowe Uniwersytetu Poznańskiego. Brakowało też odpowiednio wykształconej kadry naukowej. Niewielką grupę stanowili profesorowie mianowani przed II wojną światową, reszta była bardzo młoda. Część naukowców sprowadzono z krajów nadbałtyckich. W 1941 było 60 samodzielnych pracowników naukowych, a w 1945 było ich 131. Rektorem (siedem semestrów) został 31-letni Peter Carstens, organizator wysiedleń ludności polskiej we wsiach Wielkopolski. Jego następcą (jeden, ostatni semestr) był prof. dr Otto Hummel. Struktura uniwersytetu w Poznaniu różniła się od innych uczelni na terenie Niemiec (był w nich tylko jeden zarząd akademicki). W Poznaniu oprócz takiego zarządu z rektorem na czele, istniał jeszcze zarząd państwowy pełniony przez komisarycznego kuratora mianowanego przez ministra oświaty (Hans Streit). Był on m.in. odpowiedzialny za politykę personalną uczelni. Na studia przyjmowano głównie młodzież niemiecką, zamieszkującą tereny Polski przed wybuchem wojny, która studiowała na uczelniach polskich. Mniejszą grupę stanowili kolonizatorzy Kraju Warty pochodzący z państw nadbałtyckich. Nie przyjmowano osób spokrewnionych z Polakami oraz obywateli niemieckich zaszeregowanych do IV kategorii Volkslisty. Przed przyjęciem kandydat był szczegółowo badany przez Studentenfürung (kierownictwo ds. studentów). W 1944 studiowało na uczelni 1228 osób (78 na Wydziale Rolnym, 514 na Medycznym, 254 na Filozoficznym, 156 na Przyrodniczym i 226 na Prawno-Ekonomicznym).
Na uniwersytecie było pięć wydziałów nastawionych na realizację potrzeb wojennych III Rzeszy (przodowały przyrodniczy i medyczny): 
- filozoficzny (z Instytutem Polityczno-Narodowościowym, Instytutem Historii Żydów i Instytutem Polityki Rasowej),
- prawno-ekonomiczny,
- medyczny (z Instytutem Anatomii i Fizjologii, Instytutem Medycyny Sądowej i Instytutem Kryminalistyki),
- przyrodniczy (z Instytutem Fizyki Doświadczalnej, Instytutem Fizyki Stosowanej, Instytutem Chemii Nieorganicznej i Instytutem Geografii),
- rolny (zainteresowany wyzyskiem ziem wschodnich i kolonizacją z Instytutem Polityki Agrarnej i Osadnictwa)[3].

## Władze
| Stanowisko                                       | semestr letni 1941             | semestr zimowy 1941/1942   | semestr letni 1942                         | semestr zimowy 1942/1943                                   | semestr letni 1943            | semestr zimowy 1943/1944                    | semestr letni 1944     | semestr zimowy 1944/1945 |
| Akademische Verwaltung                           | Akademische Verwaltung         | Akademische Verwaltung     | Akademische Verwaltung                     | Akademische Verwaltung                                     | Akademische Verwaltung        | Akademische Verwaltung                      | Akademische Verwaltung | Akademische Verwaltung   |
| ------------------------------------------------ | ------------------------------ | -------------------------- | ------------------------------------------ | ---------------------------------------------------------- | ----------------------------- | ------------------------------------------- | ---------------------- | ------------------------ |
| Rektor                                           | prof. Peter Carstens           | prof. Peter Carstens       | prof. Peter Carstens                       | prof. Peter Carstens                                       | prof. Peter Carstens          | prof. Peter Carstens                        | prof. Peter Carstens   | prof. Otto Hummel        |
| Prorektor                                        | prof. Walter Geisler           | prof. Walter Geisler       | prof. Walter Geisler                       | prof. Walter Geisler                                       | prof. Walter Geisler          | prof. Walter Geisler                        | prof. Walter Geisler   | prof. Peter Carstens     |
| Staatliche Verwaltung                            |                                |                            |                                            |                                                            |                               |                                             |                        |                          |
| Kurator                                          | Hanns Streit                   | Hanns Streit               | Hanns Streit                               | Hanns Streit                                               | Hanns Streit                  | Hanns Streit                                | Hanns Streit           | Hanns Streit             |
| Verwaltungsdirektor                              | Gerhard Papenfuss              | Gerhard Papenfuss          | Gerhard Papenfuss                          | Gerhard Papenfuss                                          | Gerhard Papenfuss             | Gerhard Papenfuss                           | Gerhard Papenfuss      | Gerhard Papenfuss        |
| Amtsrat                                          | Helmut Garbrecht               | Helmut Garbrecht           | Helmut Garbrecht                           | Helmut Garbrecht                                           | Helmut Garbrecht              | Helmut Garbrecht                            | Helmut Garbrecht       | Helmut Garbrecht         |
| Verwaltungsamtmann, Amtmann, Universitätsamtmann |                                |                            | Alfred Plewa                               | Alfred Plewa                                               | Alfred Plewa                  | Alfred Plewa                                | Alfred Plewa           | Alfred Plewa             |
| Rechnungsrevisor                                 |                                |                            | Ludwig Renner                              |                                                            |                               |                                             |                        |                          |
| Universitätsoberinspektor                        | Friedrich Happel               | Friedrich Happel           |                                            |                                                            |                               | Wilhelm Jeschke Willy Neumann               |                        |                          |
| Universitätsinspektor                            | Willy Neumann Reinhold Ulbrich | Willy Neumann Rudolf Zebro | Willy Neumann Otto Schönrogge Rudolf Zebro | Willy Neumann Otto Schönrogge Rudolf Zebro Wilhelm Jeschke | Willy Neumann Wilhelm Jeschke | Heinz Grützbach Anton Bunse Kurt Langhammer |                        |                          |
| Verwaltungsobersekretär                          | Karl Fuhrmann                  | Karl Fuhrmann              | Hans Golhammer                             |                                                            | Willi Müller                  | Willi Müller                                |                        |                          |
| Verwaltungsassistent                             |                                |                            |                                            |                                                            | Otto Rudolph                  | Otto Rudolph                                |                        |                          |
| Angestellter                                     | Albert Wehner                  | Albert Wehner              | Albert Wehner                              | Albert Wehner                                              | Albert Wehner                 |                                             |                        |                          |
| Expedient                                        |                                |                            |                                            |                                                            |                               | Albert Wehner                               |                        |                          |
| Universitätsrat                                  |                                |                            |                                            |                                                            |                               |                                             |                        |                          |
| Assessor                                         | Heinz Müller                   | Heinz Müller               | Heinz Müller                               | Heinz Müller                                               | Heinz Müller                  | Heinz Müller                                | Heinz Müller           | Heinz Müller             |

## Wydziały
| Wydział / Dziekan                                 | semestr letni 1941     | semestr zimowy 1941/1942 | semestr letni 1942     | semestr zimowy 1942/1943 | semestr letni 1943     | semestr zimowy 1943/1944 | semestr letni 1944     | semestr zimowy 1944/1945 |
| ------------------------------------------------- | ---------------------- | ------------------------ | ---------------------- | ------------------------ | ---------------------- | ------------------------ | ---------------------- | ------------------------ |
| Rechts- und Wirtschaftswissenschaftliche Fakultät | prof. N. N.            | dr v Sivers              | dr Otto Hummel         | dr Otto Hummel           | dr Otto Hummel         | dr Otto Hummel           | dr Otto Hummel         | prof. dr Becker          |
| Medizinische Fakultät                             | prof. Hermann Voss     | prof. Hermann Voss       | prof. Hermann Voss     | prof. Hermann Voss       | prof. Hermann Voss     | prof. Hermann Voss       | prof. Hermann Voss     | prof. Monje              |
| Philosophische Fakultät                           | prof. Reinhard Wittram | prof. Reinhard Wittram   | prof. Reinhard Wittram | prof. Reinhard Wittram   | prof. Reinhard Wittram | prof. Reinhard Wittram   | prof. Reinhard Wittram | prof. Reinhard Wittram   |
| Naturwissenschaftliche Fakultät                   | prof. Kröger           | prof. Kröger             | prof. Kröger           | prof. Kröger             | prof. Kröger           | prof. Kröger             | prof. Kröger           | prof. Spohr              |
| Landwirtschaftlche Fakultät                       | prof. Gleisberg        | prof. Gleisberg          | prof. Gleisberg        | prof. Gleisberg          | prof. Gleisberg        | prof. Gleisberg          | prof. Gleisberg        | dr Niehaus               |

## Wykładowcy
- Horst Bartholomeyczik (1903-1975), prawnik
- Karl Boekholt (1902-1983), naukowcy roślin i hodowców roślin
- Hans Brockmann (1903-1988), chemik
- Johann Friedrich Crome (1906-1962), archeolog klasyczny
- Theodor Förster (1910-1974), chemik fizyczny
- Walter Geisler (1891-1945) geograf i ekspert spraw wschodnich
- Robert Herrlinger (1914-1968), anatom i historyk medycyny
- Heinz John (1901–1945), architekt, historyk sztuki
- Werner Lindebeim (1902-1987), specjalista w dziedzinie agronomii i nasiennictwa
- Rudolf Lochner (1895-1978), pedagog
- Lutz Mackensen (1901-1992), językoznawca
- Gerhard von Mende (1904-1963), turkolog
- Gertruda Otto (1895-1970)
- Hans Schmalfuß (1894-1955), chemik żywności
- Karl Schmalfuß (1904-1976), chemik rolnictwa
- Hans Ulrich Scupin (1903-1990), prawnik konstytucjonalista i filozof
- Friedrich Vittinghoff (1910–1999), historyk
- Hermann Voss (1894-1987), anatom
- Heinrich Karl Walter (1898-1989), ekolog
- Hans-Oskar Wilde (1907-1992), anglista (nie objął swojego stanowiska, w latach 1941–1945 powołany do wojska)
- Reinhard Wittram (1902-1973), historyk